# Société mathématique du Japon
La Société mathématique du Japon (japonais 日本数学会, Nihon Sūgakukai, anglais : Mathematical Society of Japan, MSJ) est une société savante, organisée en association (shadan-hōjin) ayant son siège à Taitō, préfecture de Tokyo.

## Histoire et activités
La société est fondée en 1877 en tant que « Société mathématique de Tokyo » (Tōkyō Sūgaku Kaisha) et peu de temps après (1884) élargie en  « Société physico-mathématique de Tokyo » (東京数学物理学会, Tōkyō Sūgaku Butsuri Gakkai), d'où est issue en 1918 la « Société physico-mathématique japonaise »(Nihon sūgaku butsuri gakkai). Elle est la première société académique japonaise. En 1946 en est issue la « Société mathématique et physique du Japon ». Depuis 1952, la SMJ est organisée en association (shadan-hōjin) ayant son siège à Taitō, préfecture de Tokyo.
À l'origine, la société a été fondée pour promouvoir la diffusion des mathématiques occidentales (à l'époque principalement européennes) au Japon et, par la suite, de nombreux mathématiciens japonais sont allés étudier en Europe jusqu'au début du XXe siècle. Un premier fruit de ces échanges furent par exemple les travaux de Teiji Takagi sur la théorie des corps de classes. Après la Seconde Guerre mondiale, les mathématiques prirent un grand essor au Japon, marqué déjà par la Conférence sur la théorie algébrique des nombres de 1955 et plus tard par trois médailles Fields à ce jour. (Heisuke Hironaka, Kunihiko Kodaira, Shigefumi Mori) et un premier Prix Carl-Friedrich-Gauss (Kiyoshi Itō) pour les mathématiciens japonais.
La société publie le Journal of the Mathematical Society of Japan (fondé en 1948), le Japanese Journal of Mathematics (fondé en 1924) et le trimestriel Sugaku (à partir de 1947), une sorte de bulletin d'information de la société, mais il existe aussi un autre bulletin d'information, le Sugaku Tushin ; il contient des articles de synthèse, également publiés en traduction par l'American Mathematical Society sous le titre Sugaku Expositions. Elle publie une série de livres, les Mémoires de la MSJ (en deux séries, en anglais et en japonais) et des Advanced Studies in Pure Mathematics avec, entre autres, des comptes-rendus de conférences. Un Encyclopedic Dictionary of Mathematics publié par la société sous la direction de Kiyoshi Ito (publié en traduction anglaise par MIT Press) en est à sa 4e édition japonaise.
Des rencontres annuelles ont lieu au printemps et à l'automne. Lors de la réunion de printemps, le prix de printemps et le prix de publication sont décernés, et lors de la réunion d'automne, le prix d'automne, le prix Seki-Takakazu et le prix Takebe-Katahiro. Lors de ces réunions, les membres peuvent présenter leurs propres travaux de recherche.
La société décerne plusieurs prix, dont les plus prestigieux sont le Prix de Printemps et le Prix d'Automne, qui sont décernés aux membres de la MSJ. Le prix de printemps est décerné chaque année à d'éminents mathématiciens âgés de 40 ans ou moins. Comme le prix d'automne, il a été créé en 1987 à partir du prix Iyanaga (nommé d'après Shokichi Iyanaga), décerné à partir de 1973. Le Prix d'automne est décerné sans limite d'âge à partir de 1987. En outre, le prix d'algèbre, le prix de géométrie et le prix d'analyse sont décernés chaque année,,. Il existe également le Seki Kōwa, du nom du célèbre mathématicien japonais du XVIIe siècle, qui est décerné aux personnes et organisations qui ont promu les mathématiques au Japon (en dehors d'une activité strictement mathématique). Du nom d'un élève de Seki, le Takebe Kenkō est décerné à un jeune mathématicien. Depuis 2004, il existe un prix de publication, décerné à des personnes ou des organisations pour des publications et des activités de publication exceptionnelles.
Les Takagi Lectures, dispensées deux fois par an par des mathématiciens de renommée internationale, sont également soutenues par la société depuis 2006. Elles portent le nom de Teiji Takagi et sont publiées dans le Japanese Journal of Mathematics. Les premières ont eu lieu en 2006 au RIMS à Kyoto (Stephen Smale, Spencer Bloch, Pierre-Louis Lions, Claire Voisin). La 25e session, prévue pour juin 2020, a été décalée
En 2018, la société a environ 5 000 membres. En 2022, sa présidente est Senjo Shimizu.

## Prix
La Société mathématique du Japon décerné plusieurs prix : ceux listés ci-dessous ainsi que le prix Takebe pour jeunes mathématiciens.

### Prix Iyanaga
- 1973 Yasutaka Ihara
- 1974 Reiko Sakamoto
- 1975 Motoo Takahashi
- 1976 Mitsuyoshi Kato
- 1977 Takahiro Kawai
- 1978 Takuro Shintani
- 1979 Goro Nishida
- 1980 Katsuhiro Shiohama
- 1981 Masaki Kashiwara
- 1982 Shigeru Itaka
- 1983 Shigefumi Mori
- 1984 Yukio Matsumoto
- 1985 Toshio Oshima
- 1986 Shinichi Kotani
- 1987 Toshikazu Sunada

### Prix du printemps
Ce prix prend la suite du prix précédent, nommé d'après Shokichi Iyanaga. 
- 1988 Kazuya Kato
- 1989 Yoichi Miayoka
- 1990 Hiroshi Matano
- 1991 Morihiko Saito
- 1992 Haruzo Hida
- 1993 Shigeo Kusuoka
- 1994 Kenji Fukaya
- 1995 Mitsuhiro Shishikura
- 1996 Shūji Saitō
- 1997 Hitoshi Arai
- 1998 Toru Ozawa
- 1999 Toshiyuki Kobayashi
- 2000 Hiraku Nakajima
- 2001 Takeshi Saito
- 2002 Yasuyuki Kawahigashi
- 2003 Tomotada Ohtsuki
- 2004 Takashi Kumagai
- 2005 Takeshi Tsuji
- 2006 Takurō Mochizuki
- 2007 Kenji Nakanishi
- 2008 Hideo Takaoka
- 2009 Narutaka Ozawa
- 2010 Osamu Iyama
- 2011 Atsushi Shiho
- 2012 Shin-ichi Ohta
- 2013 Masayuki Asaoka

### Prix de l'automne
- 1987 Tetsuji Miwa, Michio Jimbo
- 1988 Yujiro Kawamata, Shigefumi Mori
- 1989 Shinzō Watanabe
- 1990 Tesuji Shioda
- 1991 Akihiro Tsuchiya
- 1992 Shoichiro Sakai
- 1993 Hitoshi Ishii
- 1994 Kunio Murasugi
- 1995 Hitoshi Ishii
- 1996 Shigeru Mukai
- 1997 Kahuhiko Aomoto
- 1998 Hiroaki Nakamura, Akio Tamagawa, Shinichi Mochizuki
- 1999 Mikio Furuta
- 2000 Yoshikazu Giga
- 2001 Gen Nakamura
- 2002 Yasumasa Nishiura
- 2003 Susumu Ariki
- 2004 Toshiyasu Arai
- 2005 Kaoru Ono
- 2006 Hiroshi Isozaki
- 2007 Tadahisa Funaki
- 2008 Masanao Ozawa
- 2009 Kenji Yajima
- 2010 Masaki Izumi
- 2011 Akito Futaki
- 2012 Mitsuhiro Nakao

### Prix Seki Takakazu
- 1995 Toyosaburo Taniguchi
- 1996 Friedrich Hirzebruch
- 2006 Institut mathématique nippo-américain (JAMI) à l'université Johns-Hopkins
- 2007 IHES

### Prix d'algèbre
- 1998 Hiroshi Umemura, Takeshi Saito
- 1999 Kazuhiro Fujiwara, Masahiko Miyamoto
- 2000 Kōichirō Harada
- 2001 Tamotsu Ikeda, Toshiaki Shoji
- 2002 Masato Kurihara
- 2003 Keiichi Watanabe
- 2004 Tomohide Terasoma
- 2005 Iku Nakamura, Kohji Matsumoto
- 2006 Masaki Hanamura, Hiroyuki Yoshida
- 2007 Bannai Yoshikazu, Yasushi Hutoshi Yoshioka
- 2008 Toshiyuki Tanizaki, Iyama Osamu, Namikawa Yoshinori
- 2009 Keiji Oguiso, Akihiko Yukie
- 2010 Nobuo Tsuzuki, Hiroaki Terao
- 2011 Shihoko Ishii
- 2012 non décerné
- 2013 Tomoyuki Arakawa, Atsushi Ichino
- 2014 Yuji Yoshino, Hidekazu Furusho
- 2015 Syu Kato
- 2016 Hidenori Katsurada, Kazuhiko Kurano, Masa-Hiko Saito
- 2017 Toshiyuki Katsura, Masanobu Kaneko, Mitsuyasu Hashimoto
- 2018 Takayuki Hibi, Satoshi Naito, Kanetomo Sato

### Prix d'analyse
- 2002 Tadahisa Funaki, Junjirō Noguchi, Eiji Yanagida
- 2003 Masatoshi Fukushima, Masaki Izumi, Kimio Miyajima,
- 2004 Masafumi Akahira, Katsunori Iwasaki, Takaaki Nishida
- 2005 Kenji Nakanishi, Hidenori Fujiwara, Nobuo Yoshida
- 2006 Narutaka Ozawa, Jun Kigami, Nakahiro Yoshida
- 2007 Shigeki Aida, Toshiaki Hishida, Takeshi Hirai
- 2008 Ken-Iti Sato, Hideo Tamura, Nakao Hayashi
- 2009 Hiroaki Aikawa, Takayoshi Ogawa, Tatsuo Nishitani
- 2010 Shu Nakamura, Hideo Nagai, Toshitaka Nagai
- 2011 Masanori Hino, Hiroki Matui, Yoshinori Morimoto
- 2012 Yoshiyuki Kagei, Shigeru Sakaguchi, Masanobu Taniguchi
- 2013 Yoshihiro Tonegawa, Yasuo Watatani, Toshiro Watanabe
- 2014 Kazuhiro Ishige, Hirofumi Osada, Hidetaka Hamada
- 2015 Mitsuru Sugimoto, Kazunaga Tanaka, Akimichi Takemura
- 2016 Soichiro Katayama, Shigeaki Koike, Tomohiro Sasamoto
- 2017 Tetsutaro Shibata, Masayoshi Takeda, Yoshitsugu Takei
- 2018 Shuichi Kawashima, Norio Konno, Akihiko Miyachi
- 2019 Fumio Hiroshima, Hidetaka Sakai, Hiroki Sumi